# Эгерсунн
Эгерсунн (норв. Egersund) — город и коммуна в фюльке Ругаланн в южной части Вестланна в Западной Норвегии. Административный центр коммуны Эйгерсунн.

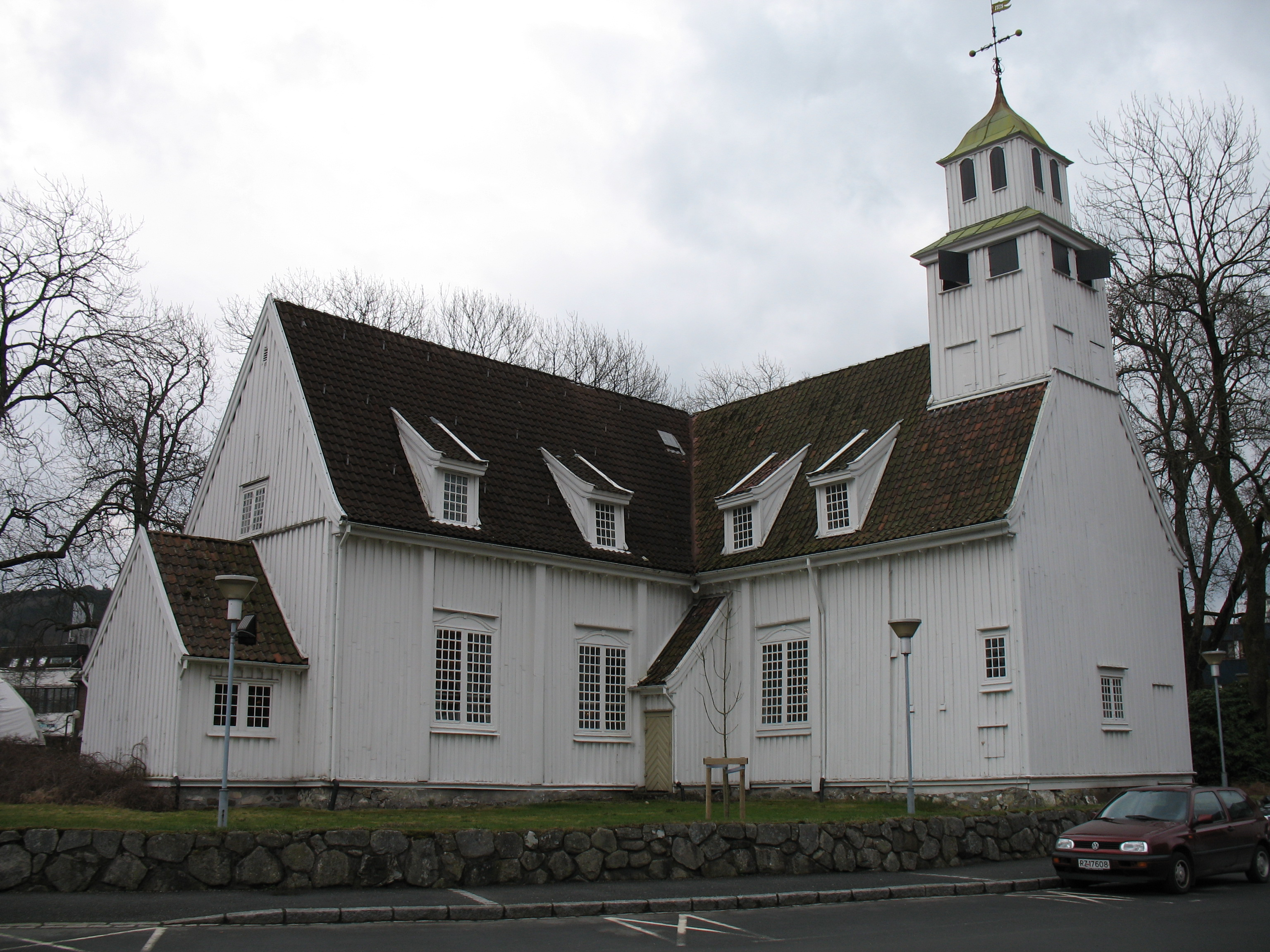
Городская кирха

Расположен вдоль юго-западного побережья Норвегии, примерно в 75 км к югу от города Ставангера. Находится вдоль пролива, который отделяет материк от острова Эйгеройя.
Площадь — 6,79 км². Высота — 57 м.
Население в 2020 году составляло 14 811 жителей. Плотность — 38,2 чел/км².

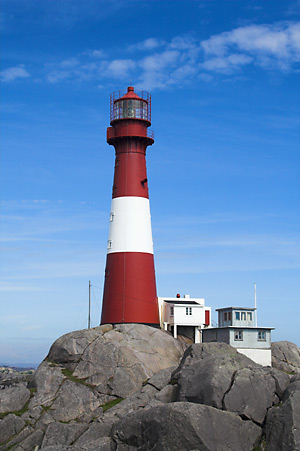
Маяк

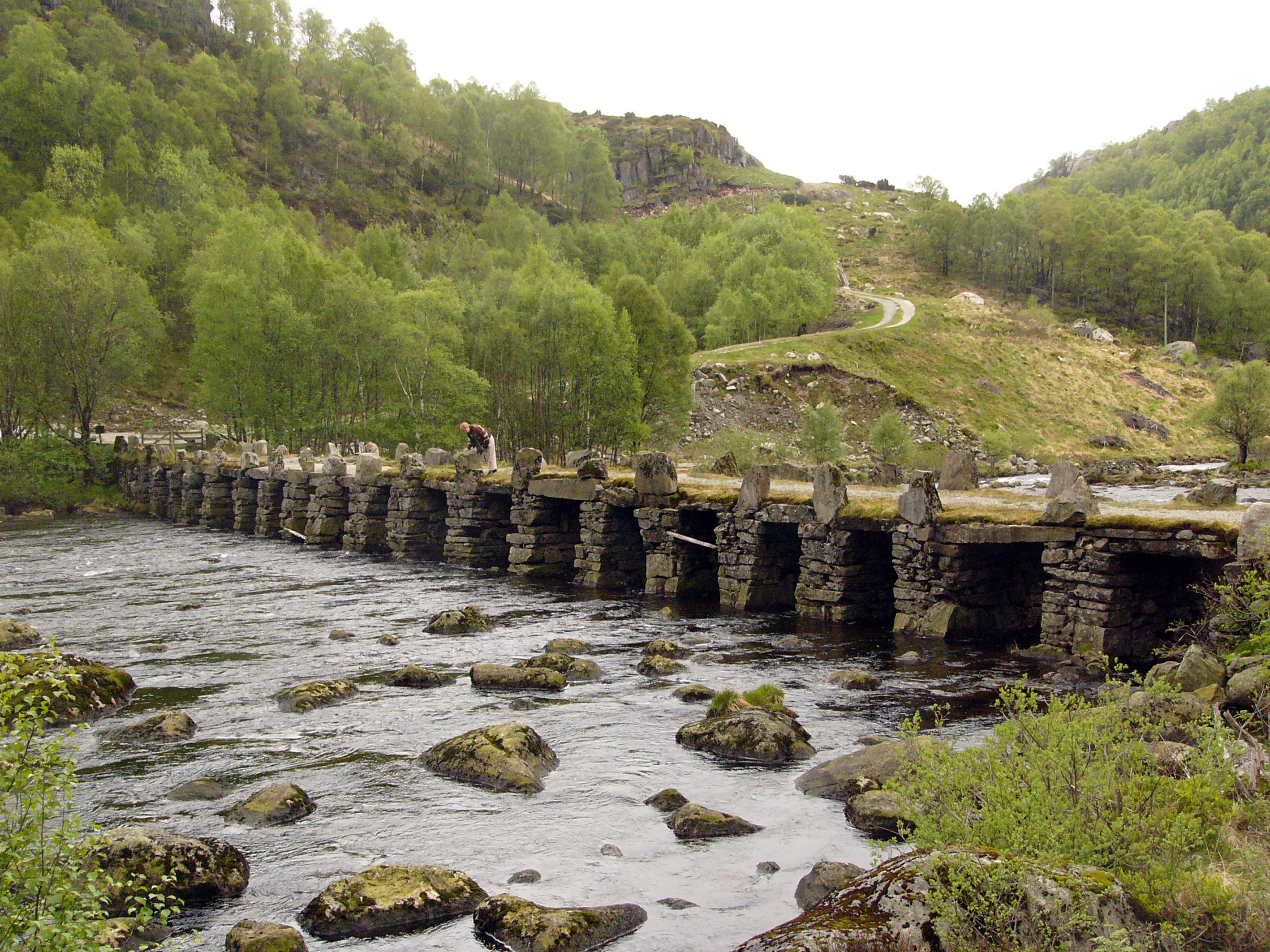
Старинный каменный мост

## История
Люди жили в районе Эгерсунна с каменного века . Вокруг города есть несколько мест, где встречаются руины поселений, относящихся к эпохе переселений в Норвегию (400—600 гг. до н. э.).
В Эгерсунде находится одна из лучших естественных гаваней в Норвегии, до 2006 г. была самой большой гаванью в Норвегии по количеству выловленной рыбы, привозимой каждый год.
Имеется порт и железнодорожная станция. Производство фарфоровых изделий.
На восточном берегу пролива расположены несколько крупных рыбоперерабатывающих заводов, а также завод международной инжиниринговой и производственной компании Aker Solutions, производящий детали для нефтяных вышек Норвегии.
Здесь же несколько всемирно известных компаний имеют здесь отделения, например Navico (ранее Robertson autopilots) и Jeppesen Norway (ранее C-MAP Norway), производитель электронных морских карт.

## Достопримечательности
- Музей древностей и истории Эгерсунна.
- Музей глазурованной посуды и фарфора, изготовленных здесь с 1847 по 1979 год.
- Стоплестайнан — малый «Стоунхендж», то есть каменный круг. Ему более тысячи лет, а некоторые считают, что ему почти 2000 лет. Кто его построил и зачем, неизвестно. Каменный круг расположен недалеко от центра города Эгерсунн.
- Геопарк «Магма» ЮНЕСКО: геологический парк под открытым небом, в котором есть все необходимое для активного отдыха и знакомства с удивительным геологическим наследием этого района.

## Известные уроженцы
- Бугге, Анна (1862—1928) — норвежская и шведская феминистка, юрист, дипломат и политик.